# 萨尔贝特兰德
萨尔贝特兰德（義大利語：Salbertrand），是意大利皮埃蒙特大区都靈廣域市的一个市镇。总面积40平方公里，人口550人，人口密度13.8人/平方公里（2009年）。ISTAT代码为001232。